# انستیتو بین‌المللی پژوهش‌های صلح استکهلم

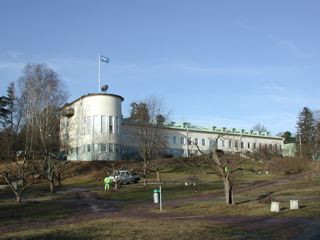
ستاد سیپری در سولنا

انستیتو بین‌المللی پژوهش‌های صلح استکهلم (به انگلیسی: Stockholm International Peace Research Institute) هم‌چنین معروف با سرواژه سیپری (به انگلیسی: SIPRI)، یک موسسه بین المللی است که در استکهلم واقع شده است. این سازمان در سال ۱۹۶۶ تأسیس شد و داده‌ها، تحلیل‌ها و توصیه‌هایی را برای درگیری‌های مسلحانه، هزینه‌های نظامی، تجارت تسلیحات، همچنین خلع سلاح و کنترل تسلیحات ارائه می دهد. این تحقیق مبتنی بر منابع باز است و برای تصمیم‌گیران، محققان، رسانه‌ها و عموم علاقه‌مندان هدایت می‌شود.
هدف سازمانی سیپری، انجام تحقیقات علمی در موضوعات مربوط به مناقشه و همکاری های مهم برای صلح و امنیت بین‌المللی با هدف کمک به درک شرایط برای حل مسالمت آمیز منازعات بین‌المللی و صلح پایدار است.
سیپری در سال ۲۰۱۴ در میان سه اندیشکده برتر غیر آمریکایی در سراسر جهان توسط گزارش جهانی Go To Think Tanks، موسسه لادر دانشگاه پنسیلوانیا رتبه بندی شد. در سال ۲۰۲۰، سیپری  رتبه ۳۴ را در بین اندیشکده های جهانی کسب کرد.

## هیئت مدیره

### اعضای فعلی هیئت مدیره:
- استفان لوون (سوئد)، نخست وزیر سابق سوئد، از ۱ ژوئن ۲۰۲۲، رئیس هیئت مدیره سیپری[۴]
- دکتر محمد بن چمباس (غنا)، نماینده سابق دبیرکل سازمان ملل متحد در غرب آفریقا و رئیس دفتر سازمان ملل متحد در غرب آفریقا (UNOWAS)
- سفیر چان هنگ چی (سنگاپور)، سفیر بزرگ، وزارت امور خارجه سنگاپور
- ژان ماری گوئهنو (فرانسه)، مشاور ارشد مرکز گفتگوهای بشردوستانه و عضو هیئت مشاوران عالی رتبه دبیرکل سازمان ملل در مورد میانجیگری[۵]
- دن اسمیت (بریتانیا)، کارگردان، سیپری[۶]
- پاتریشیا لوئیس (بریتانیا/ایرلند)، مدیر تحقیقات امنیت بین‌المللی در چتم هاوس[۷]
- رادا کومار (هند)، رئیس شورای دانشگاه سازمان ملل متحد
- جسیکا توچمن ماتیوس (آمریکا)، رئیس سابق بنیاد کارنگی برای صلح بین‌المللی و همکار ممتاز کنونی[۸]
- فئودور ویتولوفسکی (روسیه)، مدیر موسسه پریماکوف اقتصاد جهانی و روابط بین‌الملل (IMEMO)، آکادمی علوم روسیه[۹]

### روسای سابق هیئت مدیره:
- آلوا میردال (۱۹۶۶-۶۷)
- گونار میردال (۱۹۶۷-۷۳)
- رولف ادبرگ (۱۹۷۴–۷۸)
- هانس بلیکس (۱۹۷۸)
- کارین سودر (۱۹۷۸-۱۹۷۹)
- رولف بیورنرشتد (۱۹۷۹-۱۹۸۵)
- ارنست میچانک (۱۹۸۵-۸۷)
- اینگا تورسون (۱۹۸۷-۹۱)
- دانیل تارشیس (۱۹۹۲-۲۰۰۰)
- رولف اکئوس (۲۰۰۰-۱۰)
- گوران لنمارکر (۲۰۱۰-۱۴)
- سون-اولوف پترسون (۲۰۱۴-۲۰۱۷)
- یان الیاسون (۲۰۱۷-۲۰۲۲)

## مدیر

### مدیران سابق سیپری:
- رابرت نیلد (بریتانیا، ۱۹۶۷-۱۹۷۱)
- فرانک بارنابی (بریتانیا، ۱۹۷۱-۱۹۸۱)
- فرانک بلکبی (بریتانیا، ۱۹۸۱-۱۹۸۶)
- والتر استوتزل (آلمان، ۱۹۸۶-۱۹۹۱)
- آدام دانیل روتفلد (لهستان، ۱۹۹۱-۲۰۰۲)
- آلیسون بیلز (بریتانیا، ۲۰۰۲-۰۷)
- بیتس گیل (ایالات متحده، ۲۰۰۷-۱۲)
- تیلمن بروک (آلمان، ۲۰۱۳-۱۴)
- ایان آنتونی (بریتانیا، موقت ۲۰۱۴-۱۵)